# Cherami Leigh
Cherami Leigh Kuehn (Dallas, 19 de julio de 1988) es una actriz estadounidense que ha aportado su voz a una gran cantidad de producciones de anime y videojuegos trabajando para las compañías Funimation, Bang Zoom! Entertainment y Studiopolis. Algunos de sus trabajos notables incluyen a Sae Kashiwagi en Peach Girl, Cecily Campbell en The Sacred Blacksmith, Tamaki Kawazoe en Bamboo Blade, Lucy Heartfilia en Fairy Tail, Patty Thompson en Soul Eater, Asuna Yuuki en Sword Art Online, Iris Heart en Hyperdimension Neptunia y Sailor Venus en Sailor Moon.
Interpretó el papel de una joven LeAnn Rimes en la serie de televisión Holiday in Your Heart y a Kim en la película Fast Food Nation. En 2014 protagonizó la película de Shane Dawson Not Cool.

## Filmografía

### Televisión
| Año        | Título               | Papel               | Notas        | Fuente      |
| ---------- | -------------------- | ------------------- | ------------ | ----------- |
| 1996, 1999 | Walker, Texas Ranger | Sally, Amelia Allen | 2 episodios  |             |
| 2008       | Friday Night Lights  | Ginnie Warwick      | 1 episodio   |             |
| 2010       | The Deep End         | Sarah               | 1 episodio   |             |
| 2011–12    | Throwing Stones      | Robyn Goode         | 16 episodios | [ 4 ]       |
| 2013       | Bones                | Rachel Howes        | 1 episodio   | [ 5 ]       |
| 2013       | Longmire             | Trixie Dalton       | 1 episodio   | [ 6 ]       |
| 2014       | Shameless            | Robyn Hasseck       | 1 episodio   |             |
| 2014       | The Chair            | Ella misma          | 8 episodios  | [ 7 ] [ 8 ] |

### Cine
| Año  | Título                   | Papel          | Notas        | Fuente            |
| ---- | ------------------------ | -------------- | ------------ | ----------------- |
| 1997 | Holiday in Your Heart    | LeAnn Rimes    |              |                   |
| 2000 | The President's Man      | Stacy Anderson |              |                   |
| 2006 | Fast Food Nation         | Kim            |              | [ 9 ]             |
| 2006 | The Hottest State        | Danielle       |              | [ 9 ]             |
| 2007 | The Mist                 | Joven          |              | [ 9 ]             |
| 2010 | Temple Grandin           | Marcia         |              |                   |
| 2013 | Beyond the Farthest Star | Anne Wells     |              | [ 10 ]            |
| 2013 | Cry                      | Grace          |              | [ 11 ] [ 12 ]     |
| 2014 | Not Cool                 | Tori           |              | [ 2 ] [ 7 ] [ 8 ] |
| 2015 | I Hate Myselfie          | Kelly          | Cortometraje | [ 13 ]            |
| 2021 | The Addams Family 2      | Ophelia        | Voz          |                   |

### Videojuegos
| Año  | Título             | Papel         | Notas                              |
| ---- | ------------------ | ------------- | ---------------------------------- |
| 2017 | Nier:Automata      | A2            | Protagonista                       |
| 2017 | Persona 5          | Makoto Nijima |                                    |
| 2018 | League of Legends  | Irelia        |                                    |
| 2020 | Persona 5 Royal    | Makoto Nijima |                                    |
| 2020 | Cyberpunk 2077     | V             | Versión femenina del personaje     |
| 2021 | Persona 5 Strikers | Makoto Nijima |                                    |
| 2022 | Diablo Inmortal    | Lethes        | Xul's Aprentice. Rogue Necromancer |